# Charaxes leto
Charaxes leto är en fjärilsart som beskrevs av Rothschild 1898. Charaxes leto ingår i släktet Charaxes och familjen praktfjärilar. Inga underarter finns listade i Catalogue of Life.